# Sentido (matemática)
Na matemática e na física, sentido é uma propriedade associada a uma direção. Se considerarmos que uma direção pode ser representada por uma reta, cada direção pode ter dois sentidos, que indicam cada um dos dois percursos possíveis sobre esta direção, ou seja, sua orientação. Por exemplo, se considerarmos a direção vertical, os dois sentidos possíveis são para cima e para baixo.
O sentido é um dos componentes de um vetor, que também deve ser definido pelo seu módulo e direção, na matemática. Na física, a especificação de um vetor necessita ainda de uma quarta especificação, a unidade de medida.
Em geometria e cálculo vetorial, a direção e o sentido são representadas como setas, sendo que a direção é indicada pelo ângulo entre a seta e o plano de referência e o sentido é indicado pela extremidade da seta.